# Auerbach (Enknach)
Der Auerbach ist ein kleiner Bach im Bezirk Braunau am Inn, im Innviertel, in Oberösterreich. Er ist ein rechter Nebenfluss der Enknach.

## Geographie

### Verlauf
Der Auerbach entspringt wenig oberhalb des Ortszentrums der Gemeinde Auerbach und fließt anfangs in nördliche Richtung. Er passiert die Ortschaften Ober- und Unterkling (Gemeinde Auerbach), wobei er insgesamt 6 Weiher durchfließt, die teilweise zur Fischzucht genutzt werden, darunter auch der Karpfenteich Oberkling. Der Bach fließt nun parallel zum etwas westlicher fließenden Kirchberger Bach, welcher schon oberhalb in die Enknach einmündet. Oberhalb von Oberirnprechting durchfließt er dann zwei kleine Teiche. Bei Wagenham (Gemeinde Pischelsdorf am Engelbach) macht der Auerbach auf seinen letzten Metern einen Bogen nach Westen und mündet noch in Wagenham von rechts in den hier noch als Engelbach bezeichneten Oberlauf der Enknach ein.

### Zuflüsse
Der Auerbach hat auf seinem gesamten Lauf keine nennenswerten Zubringer, da er selbst von geringer Größe ist.

### Einzugsgebiet
Östlich entspringt ein kleiner periodischer Graben, der zur Mattig entwässert. Nördlich hat der Maislinger Graben seine Quelle, der nach kurzem Lauf in den Kirchberger Bach einmündet.